# Klaus Mehnert
Pour les articles homonymes, voir Mehnert.
 (octobre 2023).
La mise en forme du texte ne suit pas les recommandations de Wikipédia : il faut le « wikifier ».
Les points d'amélioration suivants sont les cas les plus fréquents. Le détail des points à revoir est peut-être précisé sur la page de discussion.
- Les titres sont pré-formatés par le logiciel. Ils ne sont ni en capitales, ni en gras.
- Le texte ne doit pas être écrit en capitales (les noms de famille non plus), ni en gras, ni en italique, ni en « petit »…
- Le gras n'est utilisé que pour surligner le titre de l'article dans l'introduction, une seule fois.
- L'italique est rarement utilisé : mots en langue étrangère, titres d'œuvres, noms de bateaux, etc.
- Les citations ne sont pas en italique mais en corps de texte normal. Elles sont entourées par des guillemets français : « et ».
- Les listes à puces sont à éviter, des paragraphes rédigés étant largement préférés. Les tableaux sont à réserver à la présentation de données structurées (résultats, etc.).
- Les appels de note de bas de page (petits chiffres en exposant, introduits par l'outil «  Source ») sont à placer entre la fin de phrase et le point final[comme ça].
- Les liens internes (vers d'autres articles de Wikipédia) sont à choisir avec parcimonie. Créez des liens vers des articles approfondissant le sujet. Les termes génériques sans rapport avec le sujet sont à éviter, ainsi que les répétitions de liens vers un même terme.
- Les liens externes sont à placer uniquement dans une section « Liens externes », à la fin de l'article. Ces liens sont à choisir avec parcimonie suivant les règles définies. Si un lien sert de source à l'article, son insertion dans le texte est à faire par les notes de bas de page.
- La présentation des références doit suivre les conventions bibliographiques. Il est recommandé d'utiliser les modèles {{Ouvrage}}, {{Chapitre}}, {{Article}}, {{Lien web}} et/ou {{Bibliographie}}. Le mode d'édition visuel peut mettre en forme automatiquement les références.
- Insérer une infobox (cadre d'informations à droite) n'est pas obligatoire pour parachever la mise en page.

Pour une aide détaillée, merci de consulter Aide:Wikification.
Si vous pensez que ces points ont été résolus, vous pouvez retirer ce bandeau et améliorer la mise en forme d'un autre article.
Klaus Mehnert, né le 10 octobre 1906 à Moscou (Empire russe) et mort le 2 janvier 1984 à Freudenstadt (Allemagne de l'Ouest), est un écrivain, journaliste et universitaire allemand. Il a été correspondant en Union soviétique, professeur aux États-Unis, éditeur de la revue de propagande nazie The XXth Century éditée à Shanghai pendant la Seconde Guerre mondiale et conseiller de plusieurs gouvernements allemands après la guerre. 

## Biographie

### Petite enfance et éducation
Mehnert est né en 1906 à Moscou, en Russie. Son père était ingénieur.
En 1914, au début de la Première Guerre mondiale, la famille Mehnert quitte Moscou pour Stuttgart, en Allemagne. Son père est mort dans les Flandres en 1917 en tant que soldat allemand. Mehnert a étudié à l'université de Tübingen et à l'université de Munich en Allemagne, à l'université de Californie, Berkeley, aux États-Unis, et enfin à l'université de Berlin, où il a obtenu son doctorat sous la direction du professeur Otto Hoetzsch (en) en 1928. Hoetzsch et Mehnert ont ensuite participé à l'éphémère société d'étude de l'économie planifiée soviétique, ARPLAN. Mehnert a brièvement soutenu le Front noir d'Otto Strasser.

### Carrière
Au cours des dix années suivantes, Mehnert voyage fréquemment, en Amérique, en Union soviétique, au Japon et en Chine. Il a épousé Enid Keyes († 1955) en Californie en 1933. De 1934 à 1936, il a été correspondant soviétique pour un journal allemand. En 1936, il a été interrogé par le tribunal de la presse de Munich, soupçonné d'être trop favorable aux Russes ; bien qu'innocenté par la Gestapo, il a été contraint de quitter son emploi. Par la suite, Mehnert s'est installé aux États-Unis, où il a enseigné la politique à Berkeley, puis à l'université d'Hawaï à Manoa jusqu'en 1941.

#### La Seconde Guerre mondiale
En juin 1941, six mois avant l'entrée des États-Unis dans la Seconde Guerre mondiale, il est parti pour Shanghai, en Chine, où il a publié un périodique en anglais intitulé The XXth Century avec l'aide du ministère des affaires étrangères de l'Allemagne nazie et le financement du ministère de la propagande du Troisième Reich de Joseph Goebbels. De fait, ce journal dépendait du trust Mundus GmbH, basé en République Slovaque pro-nazie, où était imprimés la plupart des supports écrits propagandistes.
Promoteur influent de rapports et de commentaires anti-alliés en Asie, The XXth Century a été décrit plus tard par les services de renseignement américains comme « l'un des travaux de propagande les plus habiles jamais réalisés »[réf. nécessaire]. Selon l'historien britannique Bernard Wasserstein, au cours de ses quatre années d'existence, Menhert « a astucieusement orienté sa publication sur une voie sophistiquée qui évitait de défendre ouvertement les intérêts de l'Axe », avec « un large éventail de contributeurs, dont peu étaient publiquement identifiés avec le nazisme »[réf. nécessaire]. La revue a été supprimée à la fin de la guerre en 1945, et Mehnert a été brièvement emprisonné.

#### L'après-Guerre
Mehnert est retourné en Allemagne après la guerre. En 1946, un tribunal américain l'a blanchi de toute affiliation nazie. La presse américaine continue de l'accuser occasionnellement d'espionnage et d'antisémitisme. L'historien allemand Norbert Frei décrit Mehnert comme « l'un des « anciens » adaptables » au sein de la direction d'après-guerre du journal allemand Christ und Welt. Mehnert a occupé divers postes de journaliste, d'éditeur et de professeur. Il est devenu commentateur étranger pour la radio sud-allemande en 1950. Il a été professeur de sciences politiques à l'Institut de technologie d'Aix-la-Chapelle. Il a été rédacteur en chef de la revue Osteuropa. Il a été conseiller du gouvernement sur les questions sino-russes (il a conseillé les chanceliers allemands de Konrad Adenauer à Helmut Schmidt). Il a publié plusieurs ouvrages de sciences politiques. À la fin des années 1970, il a écrit plusieurs livres sur les mouvements de jeunesse dans les pays occidentaux.
Il est décédé en 1984 à l'âge de 77 ans à Freudenstadt, Allemagne de l'Ouest.
Depuis 2005, l'« Europainstitut Klaus Mehnert » propose un programme d'échange d'étudiants entre son ancienne université, la RWTH Aachen, et l'université de Kaliningrad.